# Cefaleia primária associada à atividade sexual
Cefaleia primária associada à atividade sexual são dores de cabeça ocorridas após um orgasmo ou durante o ato sexual. Atinge, geralmente, homens após os 30 anos de idade.

## Características
A dor pode ter diversas características. Pode iniciar nas preliminares ou após o clímax. Pode ocorrer na nuca, com intensidade moderada ou apresentar-se como dor aguda atingindo a cabeça como um todo. Além disso, esse tipo de dor pode permanecer por 48 horas depois do orgasmo.
A cefaleia orgástica tipo 2 é uma cefaleia explosiva, súbita e severa durante o orgasmo. A dor é latejante, atinge a região occipital ou um dos lados da cabeça e pode ser acompanhada por náuseas e vômito. A interrupção do coito, na maioria dos casos, ajuda a cessar a sensação. Pode manifestar-se na masturbação e quando as pessoas tem um sonho erótico.

## Causas
A causa ainda é desconhecida. Este tipo de dor pode ser ocasionado pela libertação do neurotransmissor serotonina, concomitante com o processo de aumento da pressão vascular ocorrida no interior do crânio, no auge do sexo. O orgasmo pode ser percebido como uma situação de estresse.